# Beziehungen zwischen Indien und den Vereinigten Staaten
Die indisch-amerikanischen Beziehungen bezeichnen die politischen Beziehungen zwischen Indien und den Vereinigten Staaten von Amerika (USA). Die offiziellen Beziehungen zwischen beiden Ländern begannen mit der Unabhängigkeit Indiens vom British Empire im Jahr 1947. Im Kalten Krieg war das Verhältnis der Staaten häufig schwierig, da das nominell blockfreie Indien sich ab den 1970er Jahren der Sowjetunion diplomatisch annäherte. Außerdem waren die Vereinigten Staaten ein enger Verbündeter von Indiens geopolitischem Rivalen Pakistan. Nach der Jahrtausendwende näherten sich beide Staaten allerdings wieder deutlich an, und der wirtschaftliche, kulturelle und politische Austausch erreichte neue Höhen. In den Vereinigten Staaten gibt es inzwischen auch eine bedeutende indischstämmige Diaspora, welche 2020 über vier Millionen Menschen zählte.
Die Beziehungen der Länder wurden Anfang der 2020er Jahre so eng, dass von einer de-Facto Allianz, ausgegangen wird. Bezeichnet als globale strategische Partnerschaft. Diese richtet sich insbesondere gegen den wachsenden Einfluss der Volksrepublik China in Asien. Offiziell gehört Indien weiter zu der Bewegung der Blockfreien Staaten und sieht die Blockfreiheit als Leitlinie seiner Außenpolitik.

## Geschichte
Kultureller und wirtschaftlicher Austausch zwischen den Vereinigten Staaten und dem Indischen Subkontinent bestand schon vor der Unabhängigkeit Indiens. Prominente Führer der indischen Unabhängigkeitsbewegung unterhielten freundschaftliche Beziehungen zu den Vereinigten Staaten, die auch nach der Unabhängigkeit vom Vereinigten Königreich im Jahr 1947 fortgesetzt wurden. 1949 besuchte Ministerpräsident Jawaharlal Nehru erstmals die Vereinigten Staaten. Im Jahr 1954 nahmen die Vereinigten Staaten Pakistan vertraglich in die Central Treaty Organization (CENTO) auf. 1962 unterstützten die Vereinigten Staaten die Position Indiens im Grenzkrieg mit der Volksrepublik China und leisteten militärische Unterstützung in Form von Waffenlieferungen. US-amerikanische Forscher waren zudem sehr bedeutend für Indiens Grüne Revolution, welche in den 1960er-Jahren begann und mit der die landwirtschaftliche Produktivität in Indien deutlich gesteigert werden konnte. Bei der Entwicklungszusammenarbeit zählten die Vereinigten Staaten stets zu den führenden Partnern.
Nach der Ermordung John F. Kennedys im Jahr 1963 verschlechterten sich die Beziehungen zwischen Indien und den USA allmählich. Während Kennedys Nachfolger Lyndon B. Johnson versuchte, die Beziehungen zu Indien aufrechtzuerhalten, um dem kommunistischen China entgegenzuwirken, bemühte er sich auch um eine Stärkung der Beziehungen zu Pakistan, in der Hoffnung, die Spannungen mit China abzubauen und Indiens wachsende militärische Aufrüstung zu kontern. Unter der Nixon-Regierung Anfang der 1970er Jahre erreichten die Beziehungen dann einen historischen Tiefpunkt. Er baute eine sehr enge Beziehung zu Pakistan auf und unterstützte es militärisch und wirtschaftlich, da Indien, nun unter der Führung von Indira Gandhi, sich der Sowjetunion zuneigte. Während des indisch-pakistanischen Krieges von 1971 unterstützten die USA Pakistan offen und entsandten ihren Flugzeugträger USS Enterprise in den Golf von Bengalen, was als eine Machtdemonstration der USA zur Unterstützung der westpakistanischen Streitkräfte angesehen wurde. Nixon und sein Sicherheitsberater bzw. Außenminister Henry Kissinger verband sogar eine persönliche Abneigung zu Indira Gandhi. Als Reaktion auf die Unterstützung Pakistans unterzeichnete Indien einen Freundschaftsvertrag mit der Sowjetunion. Auch die nukleare Aufrüstung Indiens sorgte für Spannungen zwischen den Ländern.

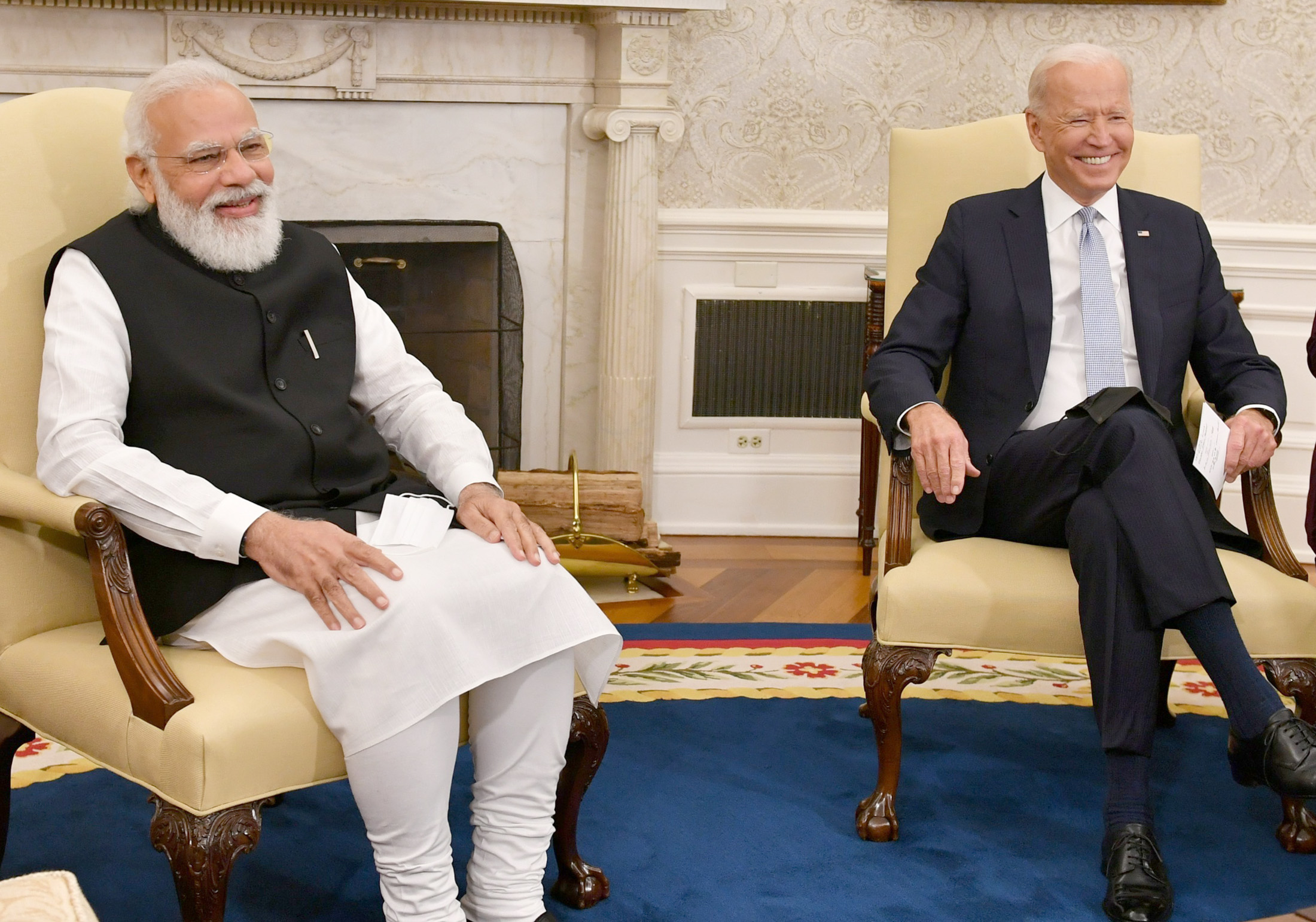
Premierminister Narendra Modi mit Präsident Joe Biden (2021)

Nach dem Untergang der Sowjetunion verbesserten sich die Beziehungen zwischen den Ländern graduell, und die wirtschaftliche Kooperation wurde verstärkt, da Indien stärker begann, sich für ausländische Investoren zu öffnen und seine Wirtschaft liberalisierte. Migration, Handel und Tourismus zwischen den beiden Ländern stiegen an. Auch der diplomatische, militärische und wirtschaftliche Aufstieg der Volksrepublik China in Asien trieb die Kooperation voran, welche ab den 2010er Jahren auch eine zunehmend militärische Komponente bekam. Seit 2017 ist Indien wieder Teil des Quadrilateral Security Dialogue (QUAD), welcher als informelle Allianz gegen die Volksrepublik China im Pazifik interpretiert  wird. Mitglieder sind Indien, Japan, Australien und die Vereinigten Staaten. Es wird dabei zunehmend von einer strategischen Partnerschaft der großen Demokratien im Pazifikraum ausgegangen. Am 27. Oktober 2020 unterzeichneten die Vereinigten Staaten und Indien das Abkommen über grundlegenden Austausch und Zusammenarbeit (Basic Exchange and Cooperation Agreement, BECA), das einen verstärkten Informationsaustausch und eine weitere Zusammenarbeit im Verteidigungsbereich ermöglicht, um Chinas wachsender Militärmacht in der Region entgegenzuwirken. Im Gegenzug hat Pakistan seine militärische und wirtschaftliche Kooperation mit der Volksrepublik China stetig ausgebaut.

## Ökonomischer Austausch
Die USA sind der zweitgrößte Handelspartner Indiens, und Indien ist der neuntgrößte Handelspartner des Landes. Im Jahr 2019 exportierten die USA Güter im Wert von 58,6 Mrd. US-Dollar nach Indien und importierten indische Waren im Wert von 87,6 Mrd. US-Dollar. Zu den wichtigsten aus Indien importierten Waren gehören Textilien, Maschinen, Edelsteine und Diamanten, Chemikalien, Eisen- und Stahlprodukte, Kaffee, Tee und andere Lebensmittel. Zu den wichtigsten von Indien importierten amerikanischen Produkten gehören Flugzeuge, Düngemittel, Computerhardware, Metallschrott und medizinische Geräte. Daneben exportiert Indien Dienstleistungen in Form des Outsourcings von Unternehmens- und IT-Prozessen und Tourismus. 2019 besuchten 1,5 Millionen US-Amerikaner Indien und gehörten damit zu den größten ausländischen Besuchergruppen. US-amerikanische Unternehmen zählen zu den größten ausländischen Investoren im Land und mit dem Aufschwung der indischen Wirtschaft sind zunehmend auch indische Unternehmen in den Vereinigten Staaten aktiv.

## Öffentliche Meinung
Laut der jährlichen Gallup-Umfrage zu Weltangelegenheiten wird Indien von den Amerikanern als sechstbeliebste Nation der Welt wahrgenommen, wobei 71 % der Amerikaner Indien im Jahr 2015 positiv bewerteten. Gallup-Umfragen ergaben, dass 74 % der Amerikaner Indien im Jahr 2017 positiv bewerteten, 72 % im Jahr 2019, und 75 % im Jahr 2020.
Laut einer Umfrage von Morning Consult, die im August 2021 nach dem Fall Kabuls durchgeführt wurde, sahen 79 % der Inder die Vereinigten Staaten positiv, verglichen mit 10 %, die die Vereinigten Staaten negativ sahen.